# Trang Hạ (phường)
Trang Hạ là một phường thuộc thành phố Từ Sơn, tỉnh Bắc Ninh, Việt Nam.

## Địa lý
Phường Trang Hạ nằm ở trung tâm thành phố Từ Sơn, có vị trí địa lý:
- Phía đông giáp các phường Đông Ngàn và Đồng Nguyên
- Phía tây giáp phường Châu Khê
- Phía nam giáp phường Đình Bảng
- Phía bắc giáp phường Đồng Kỵ.

Phường có diện tích 2,56 km², dân số năm 2008 là 5.510 người, mật độ dân số đạt 2.155 người/km².

## Lịch sử
Trước Cách mạng Tháng Tám năm 1945, địa bàn phường Trang Hạ hiện nay tương ứng với hai xã Trang Liệt và Bính Hạ thuộc tổng Phù Lưu, huyện Đông Ngàn.
Sau Cách mạng tháng Tám năm 1945, đơn vị hành chính cấp tổng bị giải thể, đơn vị hành chính cấp xã cũ được giữ nguyên và trực thuộc huyện Từ Sơn. Năm 1948, các xã Trang Liệt và Bính Hạ hợp nhất thành xã Trang Hạ.
Ngày 9 tháng 7 năm 1949, Ủy ban Kháng chiến Hành chính Liên khu I ra Quyết định số 422PC/2 sáp nhập hai xã Trang Hạ với xã Đồng Kỵ thành xã Đồng Quang.
Ngày 24 tháng 9 năm 2008, Chính phủ ban hành Nghị định 01/NĐ-CP. Theo đó:
- Chuyển huyện Từ Sơn thành thị xã Từ Sơn
- Thành lập phường Trang Hạ thuộc thị xã Từ Sơn trên cơ sở 255,69 ha diện tích tự nhiên và 5.510 người của xã Đồng Quang.

Ngày 1 tháng 11 năm 2021, thành lập thành phố Từ Sơn trên cơ sở toàn bộ diện tích và dân số của thị xã Từ Sơn, phường Trang Hạ thuộc thành phố Từ Sơn như hiện nay.